# واين ر. غريشام
واين ر. غريشام هو سياسي أمريكي، ولد في 10 يناير 1923 في لامار في الولايات المتحدة، وتوفي في 19 يناير 2011 في لا ميرادا في الولايات المتحدة. نشط حزبياً في الحزب الجمهوري. وقد انتخب عضو جمعية ولاية كاليفورنيا ‏ وانتخب عضو مجلس النواب الأمريكي ‏.